# Юн Сок Йоль
Юн Сок Йоль (18 грудня 1960 , Seongbuk Districtd ) — корейський політик, генеральний прокурор Республіки Корея (2019—2021), президент Кореї з 10 травня 2022 року до 4 квітня 2025 року. Кандидат від основної опозиційної правоконсервативної партії «Сила народу» на президентських виборах 2022 року, на яких здобув перемогу.

## Ранні роки
Юн народився в Енхуї-дон, район Содемун, Сеул в 1960
. Його батько, Юн Кі Чжун, педагог на пенсії, закінчив Університет Йонсе та Університет Хітоцубасі, пізніше заснував Корейське статистичне товариство, а зараз є дійсним членом Національної академії наук Республіки Корея. Його мати народилася у Каннині і викладала у Жіночому університеті Іхва, перш ніж залишити цю посаду після одруження.
Юн навчався у середній школі Чхунгам та вивчав право у Сеульському національному університеті. Незабаром після повстання у Кванджу Юн та його колеги влаштували інсценований суд, на якому він виступив у ролі обвинувача, вимагаючи смертної кари для Чон Ду Хвана, президента республіки. Після суду Юн втік до провінції Канвондо.
В 1982 році Юн був звільнений від військової служби через анізометропію. Пізніше Юн додав, що не може отримати права водія через цю хворобу.
Юн склав першу частину іспиту на адвоката на 4-му курсі університету, але провалив другу. Він продовжував зазнавати невдач протягом наступних дев'яти років.
Причини його невдалих спроб не зрозумілі, але основною вважається інсценований судовий процес, який він провів проти президента. Зрештою він пройшов адвокатську сертифікацію в 1991.

## Прокурор

### Початок роботи
Юн розпочав свою кар'єру у прокуратурі Тегу в 1994 році. Він очолив Особливе управління та Центральне слідче управління, які розслідували справи, пов'язані з корупцією. В 1999 він заарештував помічника комісара Пак Хі Вон, який був замішаний в корупції, незважаючи на рішучі заперечення бюрократів з уряду Кім Де Чжуна.
У січні 2002 року Юн деякий час працював юристом у Bae, Kim & Lee, але пішов, бо відчув, що не підходить для цієї посади.
Після повернення як прокурора він притягнув до відповідальності таких прихильників президента Но Му Хьона, як Ан Хіджон та Кан Гим Вон.
В 2006 році він затримав Чунг Монг-Хук за його співучасть у справі про хабарі в Hyundai Motor Company.
В 2008 році він працював у незалежній групі юрисконсультів, яка займалася розслідуванням інциденту з маніпулювання цінами на акції BBK, пов'язаного з президентом Лі Мен Баком.
В 2013 році Юн очолив спеціальну слідчу групу, яка розслідувала причетність Національного агентства розвідки (НАР) до скандалу з маніпулюванням громадською думкою в 2012 році. Юн вимагав судового переслідування колишнього голови НАР Он Сей Хуна за порушення Закону про вибори публічних посадових осіб. Він звинуватив міністра юстиції Хван Кьо Ана у впливі на його розслідування.
В результаті його було знижено на посаді і переведено з прокуратури Сеула до прокуратури Тегу і Теджона
.
Пізніше Юн очолив розслідування у групі спеціального прокурора Пак Ен Су, яка розслідувала звинувачення, пов'язані зі скандалом із Чхве Сун Сіль в 2016 році, в якому брали участь також віце-голова Samsung Лі Дже Йон та тодішній президент Кореї Пак Кин Хє.
Надалі цей скандал призвів до імпічменту президента країни у грудні 2016.
19 травня 2017 року новообраний президент Мун Чже Ін призначив Юна начальником прокуратури Центрального району Сеула. Звинувачення було пред'явлено двом колишнім президентам Лі Мен Баку та Пак Кин Хє, а також трьом колишнім керівникам НАР, колишньому головному судді Ян Сон Те та понад 100 іншим колишнім чиновникам та керівникам підприємств у період його перебування на посаді.
Юн також керував розслідуванням бухгалтерського шахрайства в Samsung.

### Генеральний прокурор
17 червня 2019 року Юн було призначено генеральним прокурором, замінивши Мун Му Іра. Його кандидатуру вітали правляча «Демократична партія» та «Партія за демократію та мир», але проти виступили «Вільна Корея» та «Барунмірей». «Партія справедливості» залишалася нейтральною до призначення.
16 липня він був офіційно призначений новим генеральним прокурором, а термін його повноважень розпочався через 9 днів.
Президент Мун наказав йому зберігати нейтралітет, додавши, що будь-які види корупції мають суворо розслідуватися навіть якщо вони пов'язані з урядом.
Юн вів розслідування щодо міністра юстиції Чо Кука,
замішаного у різноманітних скандалах. Його рішення про судове переслідування віталося опозицією, але засуджувалося «Демократичною партією» та її прихильниками.
Після того, як Чу Мі Е була призначена новим міністром юстиції, вона подала до суду на кількох прокурорів, близьких до Юна. Чу пояснила своє рішення тим, що Юн не представив плану реорганізації свого відділу, який вона запросила.
Проте це було розцінено Синім домом як помста за переслідування Чо Кука.
У квітні 2020 року депутати від «Демократичної партії» знову пред'явили претензії до Юна і закликали його піти у відставку, оскільки розпочато розслідування справ про порушення Закону про вибори за участю як правлячих, так і опозиційних політиків, а також підозр у фальсифікації результатів виборів мера Ульсана у 2018 році.
24 листопада 2020 року міністр юстиції Чу Мі Е усунула Юна з посади, пославшись на передбачувані порушення етичних норм, зловживання владою та втручання у розслідування щодо його соратників та членів сім'ї.
Юн подав судову заборону на ухвалу міністра про усунення з посади, яке було схвалено Адміністративним судом Сеула 1 грудня, тимчасово призупинивши усунення.
16 грудня Міністерство юстиції відсторонило Юна на два місяці, прийнявши чотири із шести основних звинувачень у дисциплінарному стягненні. Згодом це рішення було схвалено президентом Муном.
Проте 24 грудня, після судової заборони, поданої до Адміністративного суду Сеула, призупинення було скасовано, оскільки суд прийняв заяву Юна про те, що процес його усунення був несправедливим.
4 березня 2021 року Юн Сок Йоль подав у відставку, яку прийняв президент Мун.

## Політична діяльність

### Президентська кампанія 2022 року

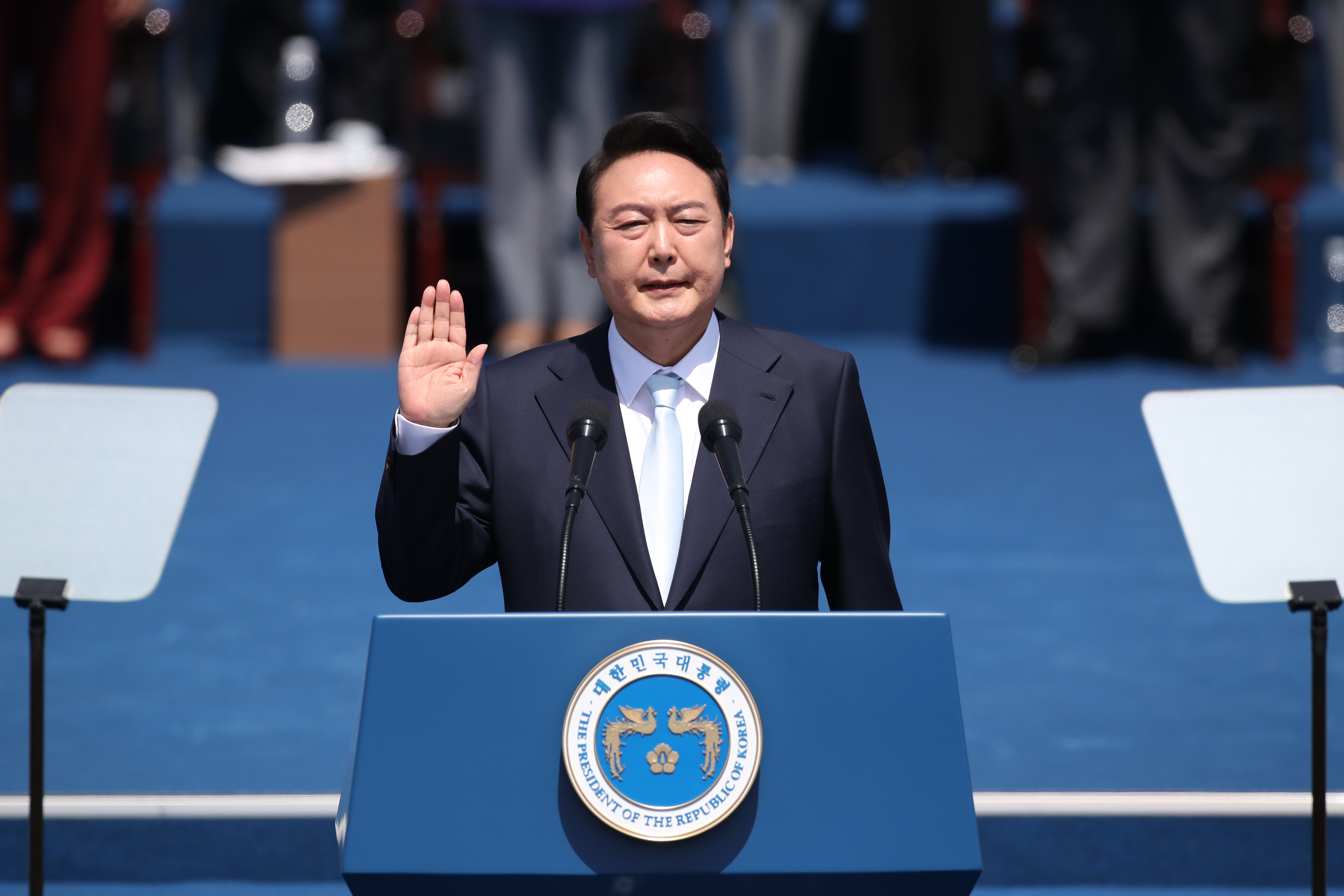
Юн складає президентську присягу перед Національними зборами, 10 травня 2022 року

Юн вважався потенційним кандидатом у президенти на виборах 2022 після скандалу з Чо Куком (фальсифікація академічних досягнень, які розслідував Юн) і фігурував як важливий кандидат в опитуваннях громадської думки принаймні з січня 2020.
В опитуванні, проведеному у січні 2021 року, в якому брали участь усі можливі кандидати в президенти, Юн лідирував як найкращий, набравши 30,4 % голосів, що більше, ніж представники правлячої «Демократичної партії» Лі Чже Мьон і Лі Нак Йон.
29 червня 2021 Юн офіційно висунув свою кандидатуру на президентських виборах 2022. 12 липня він зареєструвався у Національній виборчій комісії як незалежний кандидат.
30 липня офіційно приєднався до консервативної «Сили народу». До цього Юн був політично незалежним, хоча його народна підтримка виходила переважно від консерваторів.
У період попередніх виборів Юн зазнав критики за кілька передбачуваних помилок та суперечливих заяв. У липні Юн виступав за 120-годинний робочий тиждень, критикуючи політику президента Муна щодо 52-годинного максимального робочого тижня.
Юн виступав за дерегулювання стандартів безпеки харчових продуктів, тому що, на його думку, «біднякам має бути дозволено їсти неякісну їжу за нижчими цінами», посилаючись на книгу економіста Мілтона Фрідмана 1980 року «Свобода вибору: персональне твердження» як на джерело натхнення для цієї ідеї.
У серпні Юн заявив, що нещодавній феміністський рух у Південній Кореї став важливим фактором, який ускладнив проблему низької народжуваності в країні. Пізніше того ж таки тижня Юн заявив в інтерв'ю Busan Ilbo, що в результаті ядерної катастрофи на Фукусіма-1 «практично не було витоку радіації», тому що «самі реактори не зруйнувалися».
2 вересня новинний сайт Newsverse опублікував статтю, в якій стверджувалося, що під час свого перебування на посаді генерального прокурора Юн наказав старшому прокуророві та політику подати політично мотивовані кримінальні заяви на політиків «Демократичної партії» напередодні виборів до парламенту 2020 року у спробі вплинути на вибори. У статті стверджувалося, що Юн наказав старшому прокурору Сон Джун Сону подати скарги на опозиційних кандидатів від «Демократичної партії» і наказав члену Національної асамблеї Кім Уну подати кримінальні скарги на політиків та журналістів дружніх до «Демократичної партії». У відповідь на звинувачення Управління з розслідування корупції серед високопосадовців Верховної прокуратури розпочало внутрішнє розслідування. Юн відкинув звинувачення і у відповідь на звинувачення та розслідування повідомив про інформаторів Чо Сон Ині та директора Національної розвідувальної служби Пак Джі Воні.
Незабаром після того, як звинувачення були опубліковані, підтримка основного кандидата від «Сили народу» Хон Чжун Пхьо різко зросла, що зробило Хона найзначнішим суперником Юна на початку виборчого циклу.
Під час первинних дебатів 1 жовтня серед усіх кваліфікованих кандидатів у президенти від «Сили народу» у Юна на лівій долоні був написаний ієрогліф ханча, що означає «король», талісман на удачу, який часто пишуть за порадою шаманів.
Незабаром після цього стало широко відомо, що Юн також мав мітку на руці під час попередніх двох первинних дебатів.
Основні противники Юна, зокрема Хон Чжун Пхе та Ю Синмін, критикували Юна за використання шаманських практик і невтішно порівнювали його зі скандалом екс-президента Пак Кин Хє, яка дозволила шаману мати надмірний вплив на її рішення.
У відповідь на критику Юн заявив, що «прихильник намалював це як послання підтримки, що спонукає мене бути впевненим, як король під час дебатів».
У жовтні Юн зробив компліментарний вислів про колишнього ультраправого військового диктатора Республіки Кореї Чон Ду Хвана. Під час зустрічі з офіційними особами «Сили народу» в Пусані Юн заявив, що «багато людей досі вважають, що Чон досяг успіху в політиці, за винятком військового перевороту та повстання у Кванджу».
Чон Ду Хван вважається дуже суперечливою фігурою у Південній Кореї, яка відповідає за численні порушення прав людини, включаючи тортури та вбивства безневинних цивільних осіб. Юн пізніше вибачився за свої заяви
Проте незабаром після вибачень він опублікував у своєму Інстаграм-акаунті фотографію, на якій він годує яблуком свого собаку. Оскільки слова «яблуко» та «вибачення» є омографами у корейській мові, це було витлумачено як глузування з власного вибачення.
Висловлювання про Чона, а також пост в Instagram зазнали критику з боку всіх трьох кандидатів, що залишилися, на праймеріз від «Сили народу».
Юн знову вибачився за свої зауваження, коли 10 листопада відвідав Національний цвинтар ім. 18 травня в Кванджу, хоча його візит був зустрінутий протестувальниками.
5 листопада 2021 Юн офіційно висунув свою кандидатуру від «Сили народу» на президентських виборах 2022.
Номінація стала результатом чотириденного голосування членів партії та широкого загалу.
Юн Сок Йоль здобув 47,85 % голосів, у той час як Хон Джун Пхе здобув 41,50 % голосів, Ю Син Мін — 7,47 % голосів, а Вон Хі Рен — 3,17 % голосів.
7 листопада 2021 року Юн заявив, що в разі обрання президентом він помилує колишніх президентів Лі Мен Бака та Пак Кин Хе, які відбували тривалі терміни ув'язнення за корупцію (Пак Кин Хе була пізніше помилувана президентом Мун Чже Іном 24 грудня того ж року).
9 березня 2022 року Юн з невеликою перевагою переміг на президентських виборах 2022 року. Юн набрав 48,56 % голосів, тоді як Лі Чже Мун — 47,83 %. Юн здобув перемогу на президентських виборах з мінімальним відривом в історії Південної Кореї.

### Президентство (з 2022)
20 березня 2022 року Юн анонсував, що створить свій президентський офіс у будівлі Міністерства національної оборони в районі Йонсан у Сеулі замість Синього дому, який був відкритий для громадськості, як парк 10 травня 2022 року. Того ж дня він вступить на посаду. Це ознаменувало кінець 74 років існування Синього дому, як офіційного президентського офісу та резиденції.
3 грудня 2024 Юн оголосив у країні військовий стан, але це рішення не підтримав парламент Південної Кореї: резолюція про скасування була ухвалена 190-ма голосами з трьохсот.
31 грудня 2024 року, як повідомило агентство Reuters, у Південній Кореї видали ордер на арешт президента Юна Сок Йоля та обшук його помешкання, після імпічменту, оголошеного парламентом. Ордер видали після того, як Юн тричі проігнорував виклики на допит в рамках розслідувань щодо оголошення воєнного стану в країни та звинувачень в державній зраді. Ордер дійсний до 6 січня 2025 року, а після, очікується, що Юн Сок Йоля відправлять до Сеульського центру ув'язнення. 15 січня слідчі Південної Кореї заарештували тимчасово відстороненого президента Юн Сок Йоля.
15 cічня 2025 року поліцейські та слідчі з Управління з розслідування корупції серед високопосадовців (CIO) і Національного слідчого управління (NOI) прорвалися через другий кордон автобусів прихильників президента до його резиденції, та затримали Юн Сок Йоля.
18 січня 2025 року Західний окружний суд Сеула видав ордер за звинуваченнями в тому, що Юн «очолював повстання та зловживав своєю владою, коли він оголосив воєнний стан 3 грудня». Після видачі ордера слідчі могли тримати Юна під вартою до 20 днів, включаючи ті дні, які він уже провів у центрі ув'язнення після затримання у своїй резиденції в Сеулі. Управління з розслідування корупції для високопосадовців планує через 10 днів передати опіку Юна прокуратурі. Прокуратура має провести подальше розслідування щодо нього та висунути йому звинувачення до завершення 20 днів.
8 березня 2025 року Суд Сеула підтримав прохання захисту та звільнив з-під варти відстороненого президента Південної Кореї Юн Сок Йоля. На думку суддів, прокуратура запізнилася з висуванням офіційних звинувачень у заколоті на кілька годин. Обвинувачення та суд розійшлися у думках щодо можливості знищення доказів. Для звільнення відстороненого президента потрібно також було дочекатися рішення прокуратура. Слідчі могли подати апеляцію на рішення суду, але цього не сталося.
4 квітня 2025 року був остаточно відсторонений від влади Конституційним Судом Республіки Корея за порушення Конституції.

## Ставлення до України
28 жовтня 2022 року з питання про підтримку України у війні проти Росії заявив: «Ми надавали гуманітарну допомогу Україні на знак солідарності з міжнародним співтовариством, але ніколи не надавали летальну зброю або будь-що подібне. Ми намагаємося підтримувати мирні відносини з усіма країнами світу, включно з Росією».
15 липня 2023 року Юн Сок Йоль разом з дружиною, та дипломатичною місією відвідав Україну. Володимир Зеленський відзначив, що Республіка Корея твердо підтримує суверенітет і територіальну цілісність України, надає значну політичну, безпекову, економічну та гуманітарну підтримку. Він також подякував Юн Сок Йолю за нові ініціативи щодо фінансової, технічної й гуманітарної допомоги Україні. Президент Республіки Корея зі свого боку висловив співчуття рідним і близьким усіх загиблих унаслідок російського вторгнення в Україну.